# سالن ورزشی شهید افراسیابی
سالن ورزشی شهید افراسیابی (با نام پیشین سالن مهران) از قدیمی ترین سالن های سرپوشیده تهران است گنجایش این سالن نزدیک به ۱۸۰۰ صندلی است که به عنوان یک سالن چند منظوره برای مسابقات داخل سالن قابل بهره‌برداری است. مساحت این سالن ۲۶۳۰ متر مربع و زمان ساخت آن در دهه ۱۳۴۰ است. بخش‌هایی از این سالن در سال ۱۳۸۷ بازسازی شد.
بهره‌برداری از این سالن در اختیار مجموعه ورزشی شهید شیرودی (امجدیه) است که از آن برای برگزاری مسابقات، تمرین، اردو و کلاس‌های آموزشی در رشته‌های گوناگون ورزشی بکار گرفته می‌شود.